# Dynatosoma montanum
Dynatosoma montanum är en tvåvingeart som beskrevs av Garrett 1925. Dynatosoma montanum ingår i släktet Dynatosoma och familjen svampmyggor.
Artens utbredningsområde är British Columbia. Inga underarter finns listade i Catalogue of Life.